# Hypognatha rancho
Hypognatha rancho är en spindelart som beskrevs av Levi 1996. Hypognatha rancho ingår i släktet Hypognatha och familjen hjulspindlar.
Artens utbredningsområde är Venezuela. Inga underarter finns listade i Catalogue of Life.